# Мухтаров, Руслан
Руслан Мухтаров (фр. Ruslan Mukhtarov; 17 марта 1993, Хасавюрт, Дагестан, Россия) — французский борец вольного стиля. Призёр чемпионата Франции. 

## Биография
Родился в 1993 году в Хасавюрте, в семье борца. По национальности — чеченец. В 2001 году перебрался во Францию. Сначала поселился в Страсбурге, затем в Салон-де-Прованс, после в горах в Перпиньяне и Париже, а затем стал жить и остался в Безансоне. В Безансоне в 2004 году он со своим младшим братом Ильманом начал заниматься борьбой. В январе 2012 года в Саррбуре на чемпионате Франции, Руслан выиграл 4 схватки, но в финале уступил Максиму Фике, и стал серебряным призёром. В ноябре 2012 года в Ницце стал бронзовым призёром 38-го международного турнира «Анри Деглан». В июне 2014 года на чемпионате Средиземноморских стран в городе Канижа в Сербии, в полуфинале одолел хозяина ковра Перича Димитриевича, а в финале одержал победу над Насером Лаллушом из Алжира, став тем самым победителем соревнований.

## Спортивные результаты
- Чемпионат Франции по вольной борьбе 2012 — ;
- Чемпионат Средиземноморских стран по борьбе 2014 — ;